# اندیس داراب ۱
داراب ۱ یک اندیس فلزی است که در حوالی شهر داراب استان فارس قرار دارد و مادهٔ معدنی موجود در آن، منگنز است.سنگ میزبان این اندیس رادیولاریت است و دیرینگی آن به دوران ائوپیشین-میانی می‌رسد. 